# Siège de Jérusalem (614)

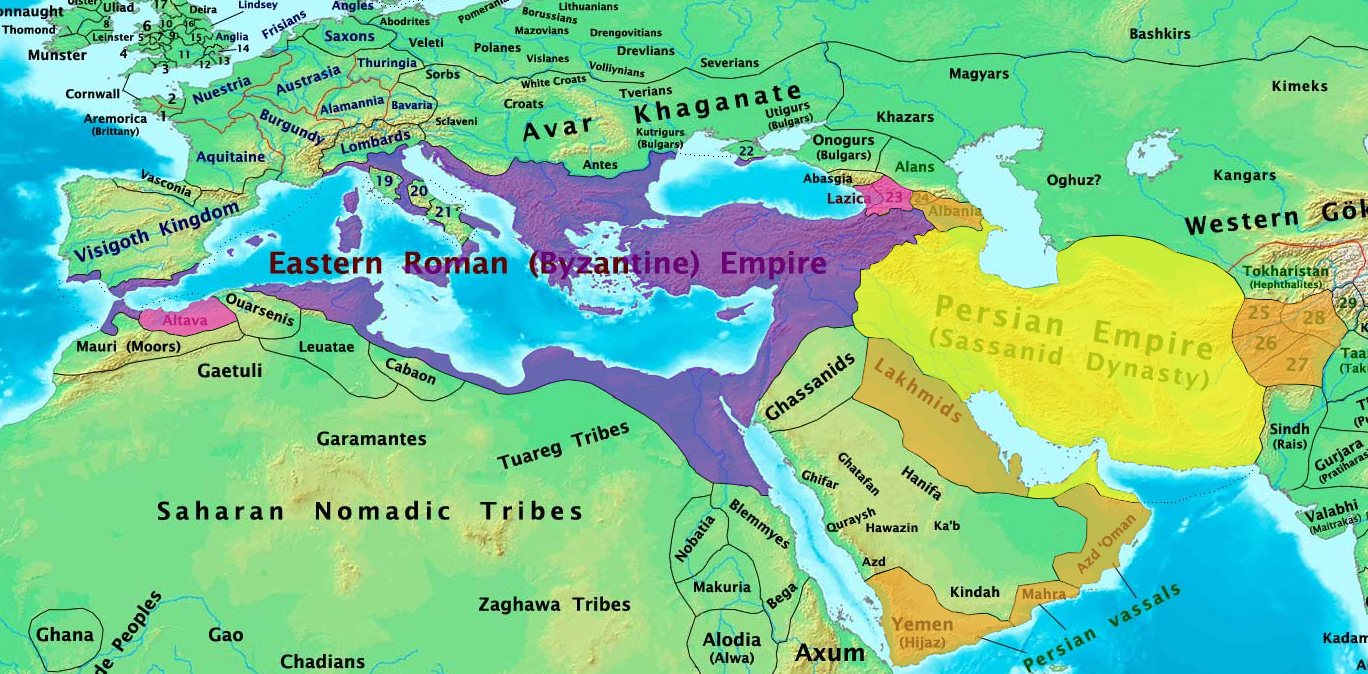
L'Empire byzantin, en violet, et l'Empire sassanide, en jaune, au début du VIIe siècle.

Le siège de Jérusalem de 614 oppose une armée perse sassanide menée par le général Schahr-Barâz aux Byzantins, pendant les dernières guerres byzantino-perses. Cet événement a pour source historique principale le récit qu'en fait un moine byzantin nommé Stratègios.

## Contexte
Pendant les guerres entre l'Empire romain d'Orient d'Héraclius et les Perses de Khosro II, l'usurpateur Phocas avait réussi un temps a dominer l'Empire byzantin, en faisant assassiner Maurice et sa famille. Lorsque Héraclius lui prend le pouvoir, le roi perse sassanide Khosro II se sert d'un homme qui prétend être le fils aîné de Maurice, Théodose et tente de l'imposer comme empereur d’Orient. Héraclius tente de proposer la paix, mais est vu comme un usurpateur tout comme son prédécesseur. À cette époque, Jérusalem était une ville majoritairement chrétienne, la seule de la région dans ce cas. Toutefois, en 438, l'impératrice Eudocie avait permis que des Juifs puissent à nouveau vivre à Jérusalem.

## Le siège
Les Perses envahissent  la Palestine dès 611, puis prennent Jérusalem en 614, massacrent ses habitants et détruisent nombre de sites chrétiens .

## Conséquences et suites
Les conséquences de cette invasion perse sont :
- la destruction de nombreuses églises de Jérusalem[6],[5],[7] ;
- le massacre ou l'exil de milliers de chrétiens[8] et le dépeuplement de la ville[8]. Les reliques de la Vraie Croix sont aussi transférées à Ctésiphon[8] ;
- le changement de statut de Jérusalem qui passe pendant quelque temps sous gouvernement juif[9] et dont le gouverneur prend — peut-être symboliquement — le nom de Néhémie jusqu'en 617[10]. L'invasion perse contre Byzance fut accueillie par les Juifs persécutés comme une libération et ils se joignent aux libérateurs perses dans les combats. Les Juifs peuvent à nouveau habiter Jérusalem. Ils obtiennent même une certaine indépendance, sous la conduite dudit Néhémie. Mais c'est de courte durée. À leur tour, les Perses chassent les Juifs de Jérusalem et commencent à les persécuter ;

La ville est reprise par les Byzantins en 629 sous Héraclius et la relique de la Vraie Croix retournée triomphalement à Jérusalem en 630. Ces derniers massacrent les juifs en représailles à leur supposé soutien aux envahisseurs perses, ainsi que dans le reste de l'empire d'Orient. Moins de dix ans plus tard, ce dernier perd définitivement le contrôle de la ville prise par les arabes lors du siège de 636-637. Les Juifs, qui étaient revenus dans la ville lors de la domination perse puis, à nouveau expulsés par les Byzantins, sont autorisés à revenir.